# Stampede Women's Pacific Championship
O Stampede Women's Pacific Championship é o único título feminino da empresa de wrestling profissional Stampede Wrestling.

## Reinados
| Wrestler:       | Reinados: | Data:                  | Lugar:      | Notas:                                                                 |
| --------------- | --------- | ---------------------- | ----------- | ---------------------------------------------------------------------- |
| Nattie Neidhart | 1         | 17 de junho de 2005    | Calgary, AB | Derrotou Belle Lovitz, Anna Marie e Ma Myers em uma Fatal 4-Way match. |
| Dusty Adonis    | 1         | 28 de outubro de 2005  | Calgary, AB | Adonis é um lutador masculino.                                         |
| Nattie Neidhart | 2         | 16 de dezembro de 2005 | Calgary, AB | Derrotou Dusty Adonis e Belle Lovitz em uma three-way match.           |
| Dusty Adonis    | 2         | 2006                   |             |                                                                        |
| Belle Lovitz    | 1         | 10 de março de 2006    | Calgary, AB | Derrotou Dusty Adonis e Madison em uma three-way match.                |